# Memória (Leiria)
Memória é uma povoação portuguesa do Município de Leiria que foi sede da extinta Freguesia de Memória, freguesia que tinha 11,18 km² de área e 807 habitantes (2011), e, por isso, uma densidade populacional de 71,7 hab/km².
A Freguesia de Memória, que foi criada em 11 de Julho de 1985, por desanexação de território da Freguesia de Colmeias, foi extinta em 2013, no âmbito de uma reforma administrativa nacional, para, de novo em conjunto com a Freguesia de Colmeias, formar uma nova freguesia denominada União das Freguesias de Colmeias e Memória com  sede em Colmeias.
A Freguesia de Memória fazia fronteira com as congéneres de Colmeias, Albergaria dos Doze, Caranguejeira e Espite.

## População
| População da freguesia de Memória | População da freguesia de Memória | População da freguesia de Memória | População da freguesia de Memória | População da freguesia de Memória | População da freguesia de Memória | População da freguesia de Memória | População da freguesia de Memória | População da freguesia de Memória | População da freguesia de Memória | População da freguesia de Memória | População da freguesia de Memória | População da freguesia de Memória | População da freguesia de Memória | População da freguesia de Memória |
| --------------------------------- | --------------------------------- | --------------------------------- | --------------------------------- | --------------------------------- | --------------------------------- | --------------------------------- | --------------------------------- | --------------------------------- | --------------------------------- | --------------------------------- | --------------------------------- | --------------------------------- | --------------------------------- | --------------------------------- |
| 1864                              | 1878                              | 1890                              | 1900                              | 1911                              | 1920                              | 1930                              | 1940                              | 1950                              | 1960                              | 1970                              | 1981                              | 1991                              | 2001                              | 2011                              |
|                                   |                                   |                                   |                                   |                                   |                                   |                                   |                                   |                                   |                                   |                                   |                                   | 903                               | 885                               | 807                               |

Criada pela Lei 116/85  , de 4 de Outubro,  com lugares desanexados da freguesia de Colmeias

## História
Em 1960 estima-se que a população que habitava a área que actualmente corresponde a esta freguesia era de 1 545 habitantes, em 1991 era de 903 e em 2001 contaram-se 885[carece de fontes?]
habitantes.
Segundo censos de 2001, mais de 33% dos habitantes desta freguesia não sabiam ler nem escrever.[carece de fontes?]

## Património e equipamentos
- Igreja Matriz - Com imagem de N. Sra da Memória e de Santo António;
- Casa do Povo;
- Lar da Terceira Idade.

## Eventos Culturais (Festas populares e religiosas)
- N. Senhora da Memória (quarto Domingo de Agosto)
- Santo António (último Domingo de Janeiro)

## Lugares da Antiga Freguesia
- Barreiro
- Barroco
- Barrosa
- Coucões
- Farraposa
- Lagares
- Memória
- Portela da Memória
- Ruge Água
- Santa Margarida
- Toco